# Уиже (град)
Уѝже (на португалски Uíge и Uíje, изговаря се по-близко до Уѝжи) е град в северозападна Ангола, столица на провинция Уиже. Населението на града е около 50 000 души.